# Fotbal vozíčkářů
Fotbal vozíčkářů je druh fotbalu, který je určen pro vozíčkáře. 

## Pravidla
Ve sportu jsou povoleny manuální i elektrické vozíky. Hráči pomocí vozíku hrají míč, nahrávají i střílejí. Pokud hráči můžou, mají povoleno do míče kopat nohou a brankář může chytat rukama. V tomto sportu útočník nesmí překročit půlkruh, který ohraničuje branku, ale musí střílet zpoza něj. 
Hraje se v halách, většinou upravených hřištích na basketbal. Míč je větší, než normální fotbalový. 